# نزهت غكدوغان
هاتيس نُزهِت جوكدوغان (بالتركية: Hatice Nüzhet Gökdoğan)‏ (1910- 2003) عالمة فلك وعالمة رياضيات وأكاديمية تركية. عندما كانت شابة درست الرياضيات وعلم الفلك في فرنسا، بعدها انضمت جوكدوغان إلى هيئة التدريس في جامعة إسطنبول عام 1934 وأكملت درجة الدكتوراه. تم انتخابها عميدًا لكلية العلوم بالجامعة في عام 1954، لتصبح أول امرأة تركية تعمل عميدًا للجامعة، ثم تم تعيينها لاحقًا كرئيسة لقسم علم الفلك، مما أدى إلى توسُع قسمها كثيرًا والعمل على تحسين التعاون الوطني والدولي بين علماء الفلك.
شاركت جوكدوغان في تأسيس جمعية الرياضيات التركية، وجمعية علم الفلك التركية، والجمعية النسائية الجامعية التركية. كانت أول ممثلة وطنية لتركيا في الاتحاد الفلكي الدولي (IAU)، وكان لها الفضل كأول عالمة فلك في تركيا.

## الطفولة والتعليم
ولدت نُزهِت كوكدوغان في 14 أغسطس 1910 في اسطنبول بتركيا. والدتها كانت تُدعى نبيهة هانم، ووالدها مِهميت زٍهني توديمير، كان لواءً.
في سن المراهقة، حصلت جوكدوغان على منحة للدراسة في فرنسا حيث التحقت بجامعة ليون وفي عام 1932 أكملت شهادتها الجامعية في الرياضيات. كان لديها اهتمام كبير بعلم الفلك وبالتبعية درست الفيزياء في جامعة باريس، حيث حصلت على دبلوم الدراسات العليا. ثم أكملت فترة تدريب في مرصد باريس.

## المسار المهني
عادت إلى تركيا في عام 1934، وتقدمت جوكدوغان للعمل في مرصد كانديلي، ولكن تم رفضها لأن المدير لم يكن يريد امرأة تعمل هناك. عوضاً عن ذلك، انضمت إلى جامعة إسطنبول كعضو هيئة تدريس في قسم علم الفلك. كانت أول امرأة في كلية العلوم.
أكملت درجة الدكتوراه بعد ثلاث سنوات، وقدمت أطروحة بعنوان «المساهمة في البحث عن وجود مادة متجانسة بين النجوم» (كإسهام في البحث عن وجود مادة مظلمة متجانسة حول الشمس). تم تسجيل أطروحة جوكدوغان كأول أطروحة دكتوراه تم الانتهاء منها في كلية العلوم بجامعة إسطنبول.
في عام 1948، أصبحت جوكدوغان أستاذة جامعية بدوام كامل وشاركت أيضًا في تأسيس جمعية الرياضيات التركية. شغلت منصب رئيسة الاتحاد التركي لأفضل أخوات في أوائل الخمسينيات من القرن الماضي. تم انتخابها عميدًا لكلية العلوم بجامعة إسطنبول في عام 1954، وأصبحت جوكوغان أول امرأة تركية تعمل عميدًا للجامعة. كانت عضوًا مؤسسًا لجمعية علم الفلك التركية في نفس العام، وشغلت منصب رئيس الجمعية على مدار العقدين التاليين. في عام 1958، تم تعيينها رئيسًا لقسم علم الفلك في جامعة إسطنبول، وشغلت ر لبقية وقتها وظيفة عضو هيئة تدريس. عملت جوكوغان جاهدة لتوسيع قسمها، وزاد عدد الموظفين تدريجياً من 5 إلى 18، وطوّرت عددًا من البرامج التعاونية الجديدة مع المراصد في فرنسا وإيطاليا وسويسرا. قامت بتأليف كتب تمهيدية حول علم الفلك والتحليل الطيفي لطلاب المدارس الثانوية التركية. كما شاركت في تأسيس جمعية النساء الجامعيات التركية  وشغلت منصب رئيسها أكثر من مرة.
كانت جوكدوغان عضوًا في الاتحاد الفلكي الدولي (IAU) ، واعتبارًا من عام 1961 أصبحت أول ممثلة وطنية لتركيا فيه. في أغسطس 1961، مثلت تركيا كمندوبة في مؤتمرالاتحاد الفلكي الدولي (IAU) في بيركلي، كاليفورنيا. وخلال فترة عضويتها في الاتحاد، شاركت في لجنتين من لجانها حول «نظرية الغلاف الجوي النجمي» و «الإشعاع الشمسي والبنية».
نظمت عددًا من الندوات الوطنية والدولية في مجال علم الفلك في تركيا. أحداهم كانت في أواخر السبعينيات كان لهذه الندوة الفضل في ترسيخ الاهتمام الأوسع ببناء مرصد وطني جديد. 
تقاعدت جوكدوغان من جامعة إسطنبول عام 1980.

## الحياة الشخصية
تزوجت جوكدوغان من مُقبل جوكوغان، الذي كان أستاذًا للهندسة المعمارية  ووزيرًا سابقًا للأشغال العامة. أنجبا طفلين، نشأ كلاهما ليصبحا أساتذة جامعيين. توفي مُقبل عام 1992.
توفيت جوكدوغان في 24 أبريل 2003.